# Sciaphila japonica
Sciaphila japonica är en enhjärtbladig växtart som beskrevs av Tomitaro Makino. Sciaphila japonica ingår i släktet Sciaphila och familjen Triuridaceae. Inga underarter finns listade.